# عضلات الرأس والرقبة
عضلات الرأس والرقبة هي العضلات المتمركزة أعلى الفقرات العلوية، التي تعمل على تحريك الأجزاء المختلفة من الوجه، وأيضاً تعمل على تحريك الرأس والمحافظة على ثباته في مكانه.
مع اختلاف العضلات تختلف الأعصاب التي تتحكم بها، فالعصب السابع هو العصب الرئيسي الذي يعمل على تحريك عضلات الوجه المختلفة، وأيضاً تغذيها مجموعة من الشرايين المنبثقة من الشريانين السباتي الأصلي والظاهري.

## العضلات
| المجموعة الوظيفيه | اسم العضلة                            | العصب                      | الوظيفة                                  |
| ----------------- | ------------------------------------- | -------------------------- | ---------------------------------------- |
| تعابير الوجه      | عضلة فروة الرأس                       | العصب السابع               | الحاجبين وفروة الرأس                     |
| تعابير الوجه      | عضلة الفم الدويرية                    | العصب السابع               | إغلاق الشفتين                            |
| تعابير الوجه      | عضلة وجنية كبيرة                      | العصب السابع               | ابتسام                                   |
| تعابير الوجه      | عضلة وجنية صغيرة                      | العصب السابع               | ابتسام                                   |
| تعابير الوجه      | عضلة رافعة للشفة العلوية              | العصب السابع               | الشفة العليا                             |
| تعابير الوجه      | عضلة رافعة للشفة العلوية وجناح الأنف  | العصب السابع               | الشفة العليا                             |
| تعابير الوجه      | عضلة خافضة للشفة السفلية              | العصب السابع               | السفلى                                   |
| تعابير الوجه      | عضله خافضة لزاوية الفم                | العصب السابع               | العبوس                                   |
| تعابير الوجه      | عضلة بلاتيسما                         | العصب السابع               | العبوس                                   |
| تعابير الوجه      | عضلة المبوقة                          | العصب السابع               | الخدين                                   |
| تعابير الوجه      | العضلة الذقنية                        | العصب السابع               | ذقن                                      |
| تعابير الوجه      | بلاتيسما                              | العصب السابع               | عبوس                                     |
| تعابير الوجه      | عضلة الضحكية                          | العصب السابع               | زاوية الفم                               |
| تعابير الوجه      | عضلة الدويرية للعين                   | العصب السابع               | إغلاق العينين                            |
| تعابير الوجه      | عضلة الأنفية                          | العصب السابع               | فتح الأنفين                              |
| تعابير الوجه      | عضلة مغضن الحاجب                      | العصب السابع               | الحاجب                                   |
| تعابير الوجه      | عضلة رافعة الجفن العلوي               | العصب الثالث               | الجفن العلوي                             |
| الفك السفلي للمضغ | عضلة الماضغة                          | العصب الخامس               | إغلاق وجحظ الفك السفلي                   |
| الفك السفلي للمضغ | عضلة الصدغية                          | العصب الخامس               | الحركة الجانبية للفك السفلي              |
| الفك السفلي للمضغ | عضلة جناح إنسية                       | العصب الخامس               | رفع الفك السفلي                          |
| الفك السفلي للمضغ | عضلة جناح وحشية                       | العصب الخامس               | فتح الفم                                 |
| اللسان الخارجي    | عضلة ذقنية لسانية                     | العصب الثاني عشر           | استطالة اللسان                           |
| اللسان الخارجي    | عضلة إبرية لسانية                     | العصب الثاني عشر           | رفع اللسان                               |
| اللسان الخارجي    | عضلة لامية لسانية                     | العصب الثاني عشر           | خفض اللسان                               |
| اللسان الخارجي    | عضلة حنكية اللسانية                   | العصب العاشر               | رفع اللسان في اثناء عملية البلع          |
| ارضية تجويف الفم  | عضلة ذات البطنين                      | العصب الخامس والعصب السابع | حركة الفك السفلي                         |
| ارضية تجويف الفم  | عضلة الإبرية اللامية                  | العصب السابع               | رفع العظمة اللامية                       |
| ارضية تجويف الفم  | عضلة الضرسي اللامي                    | العصب الخامس               | حركة الفك السفلي والعظمة اللامية         |
| ارضية تجويف الفم  | عضلة الذقني اللامي                    | العصب العلوي 1             | حركة اللسان، الفك السفلي والعظمة اللامية |
| تحريك الرأس       | عضلة قصية ترقوية خشائية               | العصب الحادي عشر           | الإيماء والإستدارة                       |
| تحريك الرأس       | عضلة الشوكية النصفية                  | اعصاب الفقارات العلوية     | مد الرأس ومساعدة في الاستدارة            |
| تحريك الرأس       | عضلة طاحلة الرأس                      | اعصاب الفقارات العلوية     | مد الرأس ومساعدة في الاستدارة            |
| تحريك الرأس       | عضلة الطولية                          | اعصاب الفقارات العلوية     | مد الرأس ومساعدة في الاستدارة            |
| تحريك الرأس       | عضلة المستقيمة الرأسية الخلفية الكبرى | العصب الجذعي السفلي        | مساعدة في الاستدارة                      |
| تحريك الرأس       | عضلة المستقيمة الرأسية الخلفية الصغرى | العصب الجذعي السفلي        | مساعدة في الاستدارة                      |

## تشريح العضلات
تقسم العضلات المكونة للرأس والرقبة إلى مجموعة من الأقسام وذلك بحسب موقعها التشريحي، وتقسم إلى ما يلي:
- عضلات الوجه السطحية
- عضلات الوجه العميقة
- عضلات العين
- عضلات الرقبة
- العضلات الموجودة في الفم

### عضلات الوجه السطحية
وتقسم حسب موقع العضلات من الوجه، وجميعها تتغذى عن طريق الشريان السباتي الأصلي الذي ينقسم ليعطي كل من الشرايين:
- الشِّرْيانُ الدَّرَقِيُّ العُلْوِي.
- الشِّرْيانُ اللِّسانِي.
- الشريان الوَجهي.
- الشِّرْيانُ البُلْعومِيُّ الصَّاعِد.
- شريان الفك العلوي.
- الشِّرْيانُ الصُّدْغِيُّ السَّطْحِي.
- الشريان الأُذني الخلفي.
- الشريان الأذني السطحي.
- الشِّرْيانُ الصُّدْغِيُّ الأَوسَط.
- الشِّرْيانُ الوَجْهِيُّ المُسْتَعْرِض.

وهذه الشرايين هي المسؤولة عن تغذية عضلات الوجه، أما الاوردة فذلك عن طريق انقسام الوريد الوداجي إلى ثلاث أقسام:
- الوريد الوداجي الظاهري
- الوريد الوداجي الأمامي
- الوريد الوداجي الباطني

التي جميعها تعمل على إعادة الدم بإتجاه القلب.

### عضلات منطقة العين
تتكون من اربع عضلات تقوم بتحريك بؤبؤ العين باتجهات مختلفة، يقوم بتغذيتها الشريان المنبثق عن الشريان السباتي الباطني ويسمى بالشريان العيني.
| اسم العضلة         | العصب        | الوظيفة                                       |
| ------------------ | ------------ | --------------------------------------------- |
| عضلة مستقيمة علوية | العصب الثالث | تحريك العين إلى الاعلى، للداخل، وتدوير داخلي  |
| عضلة مستقيمة سفلية | العصب الثالث | تحريك العين إلى الأسفل، للداخل، تدوير للخارج  |
| عضلة مستقيمة وحشية | العصب السادس | تحريك العين نحو الخارج                        |
| عضلة مستقيمة انسية | العصب الثالث | تحريك العين نحو الخارج                        |
| عضلة مائلة كبيرة   | العصب الرابع | تحريك العين للأسفل، للداخل، وتدوير نحو الخارج |
| عضلة مائلة صغيرة   | العصب الثالث | تحريك العين للأعلى، للخارج، وتدوير نحو الداخل |

#### عضلة مائلة كبيرة
عضلة تنشأ حلقة زين الموجودة بالقرب من القناة البصرية، تنقسم من حيث المنشأ إلى مسارين، يتداخلان في المسنن الموجود أعلى تجويف المداري العلوي مما يؤدي إلى انخفاض العين وليس ارتفاعها كما في حركة عضلة مستقيمة علوية.

### عضلات الوجه السطحية
تتجمع في عدة مجموعات عضلات انفية، قريبة من الفم، والخديين. جميعها يتحكم بها أفرع من العصب السابع.

#### عضلة وجنية كبيرة
العضلة الوجنية الكبيرة (بالإنجليزية: Zygomaticus major muscle)‏ هي إحدى عضلات التعبير الوجهِي.تنشأ العضلة من العظم الوجني أمام الدرز الوجني الفكي. وظيفتها رفع الوجنتين عند ابتسام الشخص.

#### عضلة وجنية صغيرة
العضلة الوجنية الكبيرة (بالإنجليزية:  Zygomaticus minor muscle)‏ هي إحدى عضلات التعبير الوجهِي. تنشأ العضلة من العظم الوجني إنسي الوجنية الكبيرة. تقوم بسحب الشفة العليا إلى فوق أو تقلبها (للقيام بوجه حزين)

#### العضلة العضلة الرافعة للشفة العلوية
العضلة العضلة الرافعة للشفة العلوية (بالإنجليزية: Levator labii superioris)‏ .تنشأ من الأنف إلى عظم الوجني.

#### العضلة الخافضة الشفة السفلية
العضلة الخافضة الشفة السفلية (بالإنجليزية:  Depressor labii inferioris)‏ هي إحدى عضلات الوجه التي تساعد على خفض الشفة السفلية.تنشأ العضلة من الخط المائل للفك السفلي. ووظيفتها خفض الشفة السفلية.

#### العضلة الخافضة لزاوِية الفم
العضلة الخافضة لزاوِية الفم (بالإنجليزية:  Depressor anguli oris)‏.تنشأ من الخط المائل للفك السفلي. تعمل على تحريك زاوية الفم مما تعطي وجه عبوس.

#### العضلة المبوقة
العضلة المبوقة (بالإنجليزية:  Buccinator muscle)‏. تنشأ العضلة من العظم الوجني أمام الدرز الوجني الفكي. وظيفتها هي الحفاظ على مكان الوجنتين وذلك حتى لا يحصل عض للوجنتين اثناء عملية المضغ، وتعمل على دفع الطعام نحو الوسط، وايضاً تقوم بمساعدة عضلة المضغ.

#### العضلة الذقنية
العضلة الذقنية (بالإنجليزية:  Mentalis)‏ هي إحدى عضلات التعبير الوجهِي.نشأ العضلة من الفك السفلي من الارتفاق الذقني. رفع الذقن السفلي والمحافظة على المظهر الخارجي.

#### عضلة بلاتيسما
عضلة بلاتيسما (بالإنجليزية:  paltysma)‏ هي عضلة سطحية نهاية امتداد العضلة قصية ترقوية خشائية (بالإنجليزية:  Sternocleidomastoid)‏ .

#### عضلة ضحكية
عضلة ضحكية (بالإنجليزية:  Risorius)‏ تنشأ من لفافة الغدة النكفية.

#### عضلة الدويرية للعين
عضلة دويرية للعين (بالإنجليزية:  Orbicularis oculi muscle)‏ تنشأ على التجويف المداري المحيط بالعين، لديها وظيفة لحماية العين كردة فعلا لا إرادية.

#### عضلة أنفية
تعمل على رفع زاوية الأنف.

#### عضلة مغضن الحاجب
عضلة صغيرة ذات شكل هرمي، تنشأ فوق التجويف المداري.

#### عضلة رافعة الحاجب
عضلة رافعة الحاجب (بالإنجليزية:  Levator palpebrae superioris)‏ تنشأ عن طريق العظم الوتدي. وظيفتها رفع الحاجب.

#### عضلات منطقة الوجه العميقة
تتكون من اربع عضلات كل عضلة عبارة عن زوج، وتسمى ايضاً بعضلات المضغ، وتقسم إلى عضلات سطحية وعضلات عميقة.
- عضلات سطحية: العضلة الماضغة، العضلة الصدغية
- عضلات العميقة: عضلة جناحية إنسية، عضلة جناحية وحشية.

#### عضلة الماضغة
العضلة الماضغة (بالإنجليزية:  masseter)‏ هي إحدى عضلات المضغ الأربع. وتتكون من ألياف عضلية سطحيه وألياف عضلية عميقة. تنشأ من الحافة السفلية والسطح الإنسي للقوس الوجني. ترتبط بالسطح الوحشي للناتئ المنقاري والرأد وزاوية الفك السفلي.

#### عضلة صدغية
العضلة الصدغية (بالإنجليزية:  temporal muscle)‏ هي إحدى عضلات المضغ الأربع. تنشأ من الحفرة الصدغية للعظم الصدغي، وتحديداً من الخط الصدغي السفلي. تقوم العضلة بسحب الفك السفلي للأعلى.

#### عضلة جناحية إنسية
(بالإنجليزية:  Medial pterygoid)‏ هي إحدى عضلات المضغ الأربع. تنشا من الحدبة الفكية العلوية، السطح الإنسي للصفيحة الجناحية الوحشية والناتئ الهرمي لعظم الحنك. تقوم العضلة برفع الفك السفلي وتحريكه للأمام.

#### عضلة جناحية وحشية
ينشأ الرأس العلوي من السطح تحت الصدغي للعظم الوتدي. ينشأ الرأس السفلي من السطح الوحشي للصفيحة الجناحية الوحشية للعظم الوتدي. تقوم العضلة بخفض الفك السفلي وتحريكه إلى الأمام.

## أمراض
هنالك مجموعة من الأمراض التي قد تصيب عضلات الرأس والرقبة:
- شلل الوجه النصفي (شلل بيل)
- سرطان الرأس والرقبة

### شلل بيل

مريض مصاب بشلل بيل

شلل بيل (بالإنجليزية: bell's palsy)‏ هو شلل عضلات الوجه وذلك بسبب شلل العصب السابع، وشلل الوجه النصفي «شلل بيل» هو عبارة عن شلل أو ضعف يصيب أكثر من نصف عضلات الوجه نتيجة إصابة العصب السابع ويكون السبب في أغلب الحالات مجهوله.

#### الأعراض الشائعة
بشكل مما يجعل المصاب ينعزل عن المجتمع وهذه أحد أهم اثاره النفسية والاجتماعيه على المصاب. ومن أهم الأعراض: عدم القدرة على إغماض العين، عدم القدرة على تجعيد الجبهة، عدم القدرة على النفخ أو التصفير، ميلان الفم ويظهر جليا عند محاولة الابتسام أو الضحك «ابتسامه ملتويه»، نزول الماء من زاوية الفم أثناء الشرب أو المضمضة، ألم تحت الأذن، تجمع الأكل بين الخد واللثة، خدر أو تنميل بالجهة المتأثرة خاصة حول الشفتين، نزول الدمع «دموع التماسيح» أو جفاف العين.

#### الأسباب
لايوجد أسباب معروفه، وعلى أية حال إن للأسباب التالية دوراً كبيراً في حدوث الإصابة:
- العدوى والالتهابات الفيروسية المباشرة للعصب السابع.[3]
- الأمراض الفيروسية مثل النكاف والحصبة الألمانية.[4]
- إصابات البرد (التعرض للتيار الهوائي البارد).
- إصابة العصب مباشرة كالحوادث أو العمليات الجراحية.
- الإصابات الوعائية والدماغية مثل السكتة الدماغية.
- الضغط المباشر على العصب بسبب ورم أو عظم.
- مرض السكري.
- الثلث الأخير من الحمل.
- الوراثة.

#### العلاج
يعتمد العلاج الصحيح والسريع والبدء بالعلاج المناسب وإحالة المريض إلى اخصائي العلاج الطبيعي. كما أن الحالة النفسية للمريض لها دورا كبيرا في التحسن. لذا لابد من توضيح الإصابة للمريض ومشاركته وتطمينه بأن أغلب الحالات أي ما يقارب 70% إلى 80% تتشافى بإذن الله خلال بضعة أسابيع من خلال المواظبة على العلاج والمتابعة.
يمكن أن نقسم العلاج التأهيلي إلى مايلي:
1. الإجراءات الوقائية بعد الإصابة، العلاج بالادوية، العلاج الطبيعي والعلاج الجراحي.
2. الإجراءات الوقائية بعد الإصابة، حيث ينصح عادة باتخاذ بعض الإجراءات الوقائية بعد الإصابة مثل استعمال الدموع الاصطناعية لمنع جفاف قرنية العين وبالتالي حمايتها من التقرح ومرهم ليلاً أو استعمال جهاز الرطوبة بالغرفة للحفاظ على القرنية ليلا رطبة. لبس رقعة أو تغطية العين واستعمال النظارات الشمسية، الإبتعاد عن ضوء الشمس والتلفاز، مضغ العلكة باستمرار لتنشيط العضلات والأعصاب.

### سرطان الرأس والعنق
مصطلح سرطان الرأس والعنق (بالإنجليزية: Head and neck cancer)‏ يشير لمجموعة من السرطانات المتشابهة حيويًا تنشأ من السبيل الهوائي الهضمي العلوي، بما في ذلك الشفة، وجوف الفم، وجوف الأنف، والجيوب جانب الأنفية، والبلعوم، والحنجرة. أكثر أنواع سرطانات الرأس والعنق شيوعاً هو السرطانة حرشفية الخلايا squamous cell carcinomas التي تنشأ من مخاطيات هذه المناطق.
> عادةً ما تنتشر الأورام السرطانية في الرأس والرقبة حتى تصل إلى العقد الليمفاوية في الرقبة، وغالبًا ما يكون ذلك أول ظهور للمرض وقت التشخيص (وأحيانًا يكون الظهور الوحيد له). هذا، ويرتبط سرطان الرأس والرقبة بشكل كبير بعوامل خطيرة بيئية وحياتية، منها تدخين التبغ وتناول الكحوليات والتعرض لبعض المواد الضارة أثناء العمل والأشعة فوق البنفسجية، هذا بالإضافة إلى الإصابة بسلالات معينة من الفيروسات، مثل فيروس بابيلوما البشري الذي ينتقل عن طريق الاتصال الجنسي. وكثيرًا ما تتسم تلك الأورام السرطانية بالعدوانية في مراحل تطورها البيولوجي؛ حيث إن المرضى الذين يعانون من هذا النوع من السرطان غالبًا ما يصابون بورم أولي آخر. وتجدر الإشارة إلى أنه يمكن الشفاء من سرطان الرأس والرقبة بدرجة كبيرة إذا تم اكتشاف الإصابة به مبكرًا، وذلك يكون عن طريق الجراحة، على الرغم من أن العلاج الكيماوي والعلاج الإشعاعي قد يلعبان أيضًا دورًا مهمًا في الشفاء منه. 
يُقدر عدد المصابين بسرطان الرأس والرقبة في الولايات المتحدة الأمريكية في عام 2009 بحوالي 35,720 حالة إصابة جديدة.